# Erik Vankeirsbilck
Erik Vankeirsbilck (ur. 11 stycznia 1935 w Ingelmunster, zm. 16 sierpnia 2017) – belgijski oraz flamandzki polityk i samorządowiec, parlamentarzysta, w 1988 przewodniczący Izby Reprezentantów.

## Życiorys
Z zawodu pracownik socjalny. Był dyrektorem towarzystwa kredytowego, działał w sektorze budownictwa społecznego. Należał do flamandzkiej Chrześcijańskiej Partii Ludowej. W 1965 został radnym Ingelmunster, od 1971 przez dwadzieścia lat pełnił funkcję burmistrz tej miejscowości. Między 1973 a 1994 sprawował mandat posła do Izby Reprezentantów. Od 1973 zasiadał w Cultuurraad, a od 1980 do 1994 w nowo powołanej Radzie Flamandzkiej. Od stycznia do maja 1988 pełnił funkcję przewodniczącego niższej izby belgijskiego parlamentu.